# Brunnen SZ
| SZ ist das Kürzel für den Kanton Schwyz in der Schweiz. Es wird verwendet, um Verwechslungen mit anderen Einträgen des Namens Brunnen zu vermeiden. |

Brunnen (Ausspracheⓘ) ist eine Ortschaft der politischen Gemeinde Ingenbohl und liegt am Vierwaldstättersee im Bezirk Schwyz des Kantons Schwyz in der Schweiz.

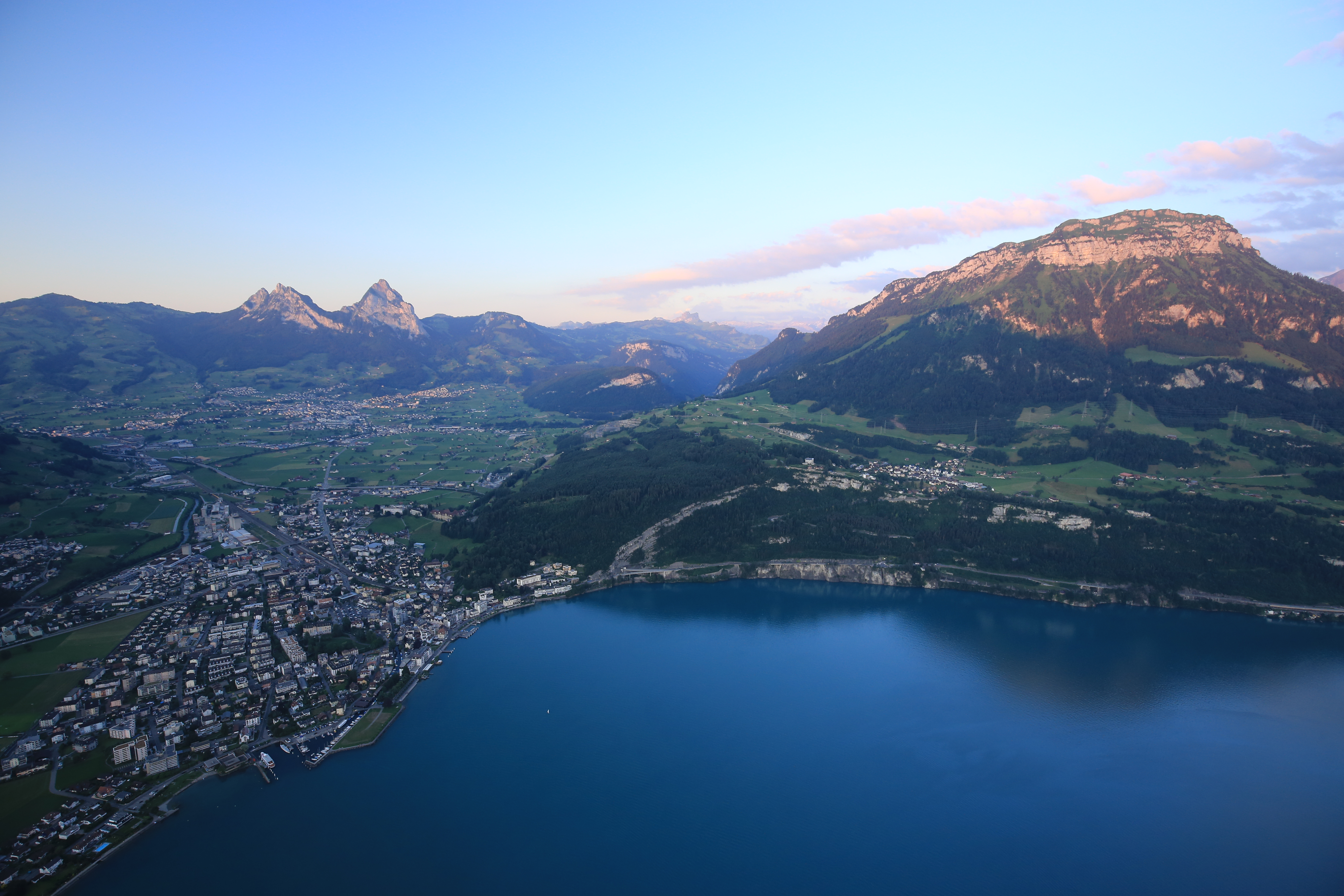
Brunnen SZ und Fronalpstock (rechts) sowie Mythen (links)

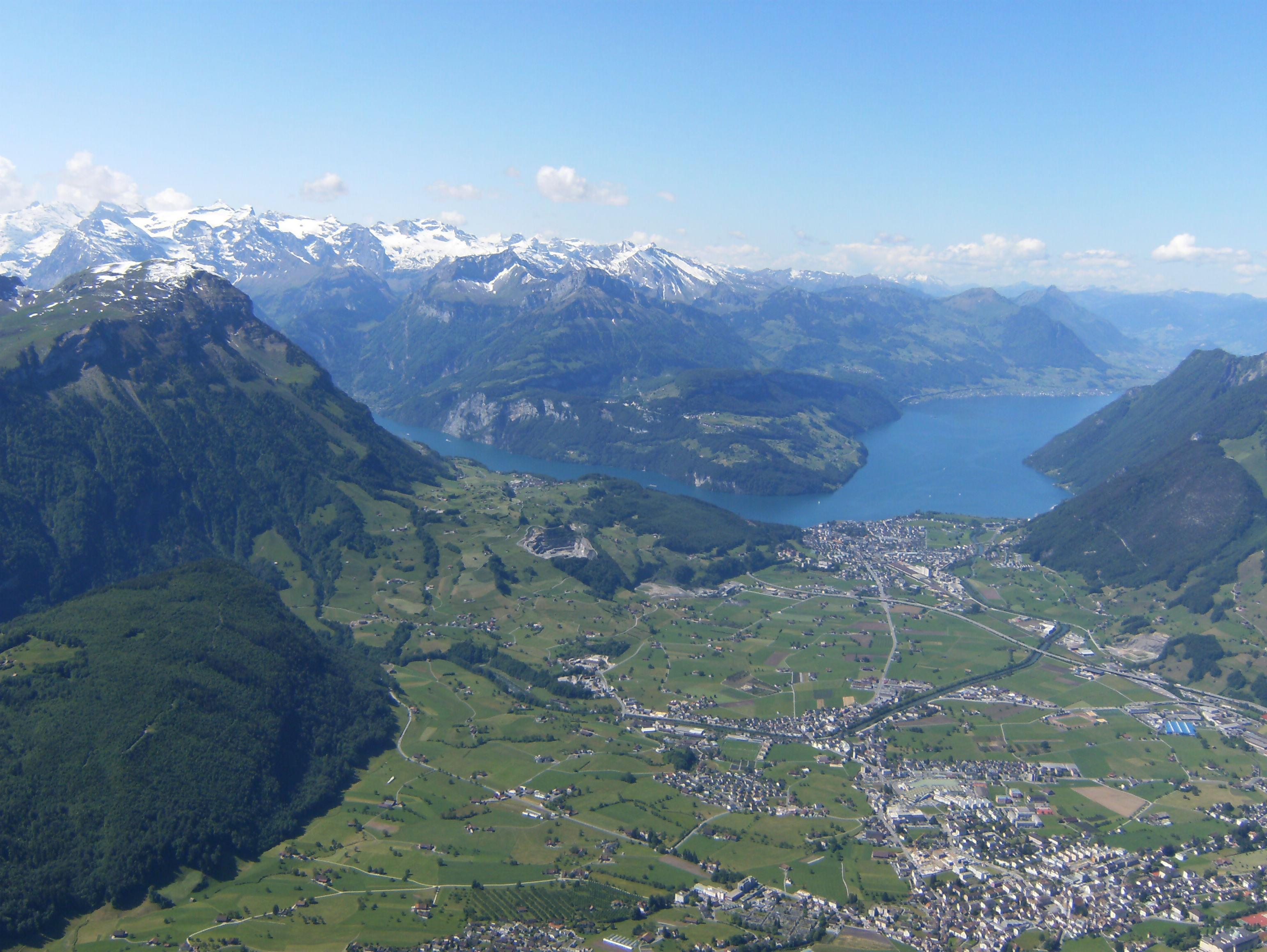
Brunnen vom Grossen Mythen her gesehen

Der Ortsname Brunnen leitet sich von mittelhochdeutsch bronn, bronnen ab, was «Quelle» oder «Quellen» bedeutet. In der Ebene ob Brunnen entspringt das Leewasser aus Quellen mit einer beeindruckenden Wassermenge. Dies ist der Ursprung für den Ortsnamen Brunnen als Name der Gemeinde.

## Geschichte
Zwischen der Einmündung des Leewassers in den Vierwaldstättersee und dem Abhang des Ingenbohler Waldes entstand im Hochmittelalter die Ufersiedlung Brunnen. Fischer und Schiffleute bewohnten das kleine Dorf, das mit zunehmender Bedeutung der Gotthardroute zum Hafen des Landes Schwyz und zum Verladeort für den wichtigen Viehhandel mit dem Tessin und Italien wurde. In diesem Zusammenhang errichteten die Landleute eine Letzi (Schutzmauer) vom Gütsch bis an den Fuss des Urmibergs und hölzerne Wellenbrecher im Uferbereich vor dem Dorf.
In Brunnen schlossen Uri, Schwyz und Unterwalden am 9. Dezember 1315, nach der gegen Habsburg siegreichen Schlacht am Morgarten, den zweiten Bund der Eidgenossen oder Bund von Brunnen. In Erinnerung daran wurde die 1635 eingeweihte Dreifaltigkeitskapelle als «Bundeskapelle» bezeichnet. Ihr Prunkstück ist das Hochaltarbild des Niederländers Justus van Egmont.
Bis 1618 gehörten Ingenbohl und das Dorf Brunnen zur Grosspfarrei Schwyz. 1658 bis 1661 entstand auf dem Ingenbohl anstelle einer Kapelle des späten 15. Jahrhunderts die eigene Pfarrkirche St. Leonhard. Die 1848 entstandene politische Gemeinde erhielt wegen der alten kirchlichen Organisation und der damals noch im Gemeindebann dominierenden Bauernsame den Namen «Ingenbohl». Zu ihr gehören auch der Weiler Unterschönenbuch mit der Wallfahrtskapelle St. Wendelin und der Ortsteil Wylen mit der Laurentiuskapelle und ausgedehnten neuen Wohnquartieren.

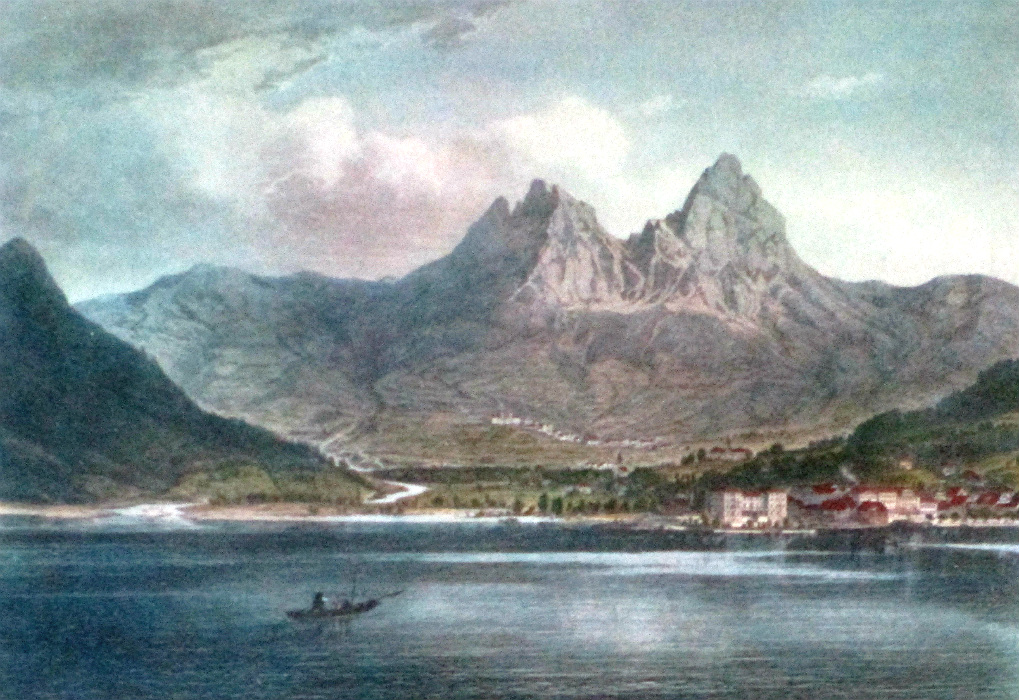
Brunnen im 19. Jahrhundert. Im Hintergrund die Mythen (Litho)
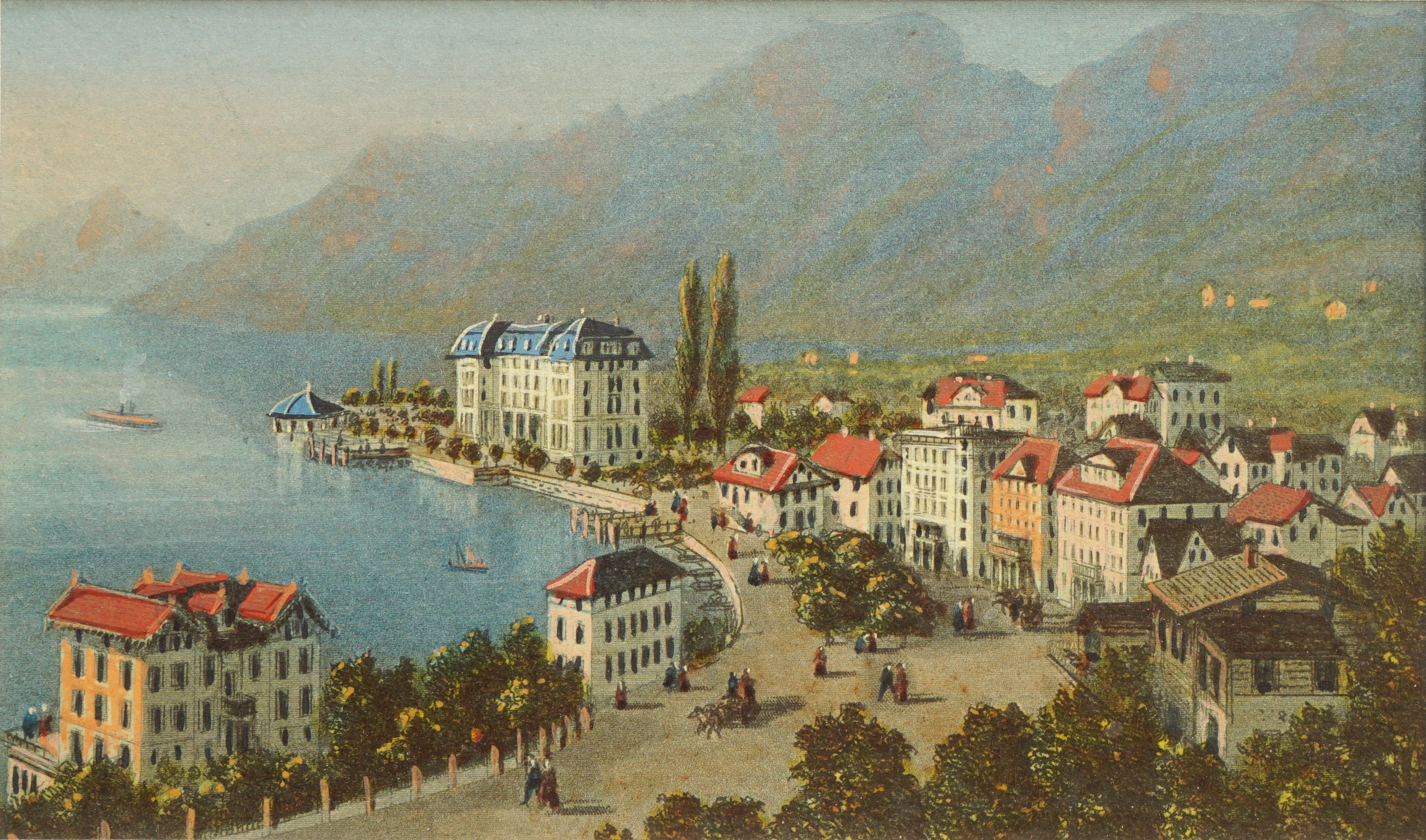
Brunnen um 1870/1880. Radierung von Heinrich Müller
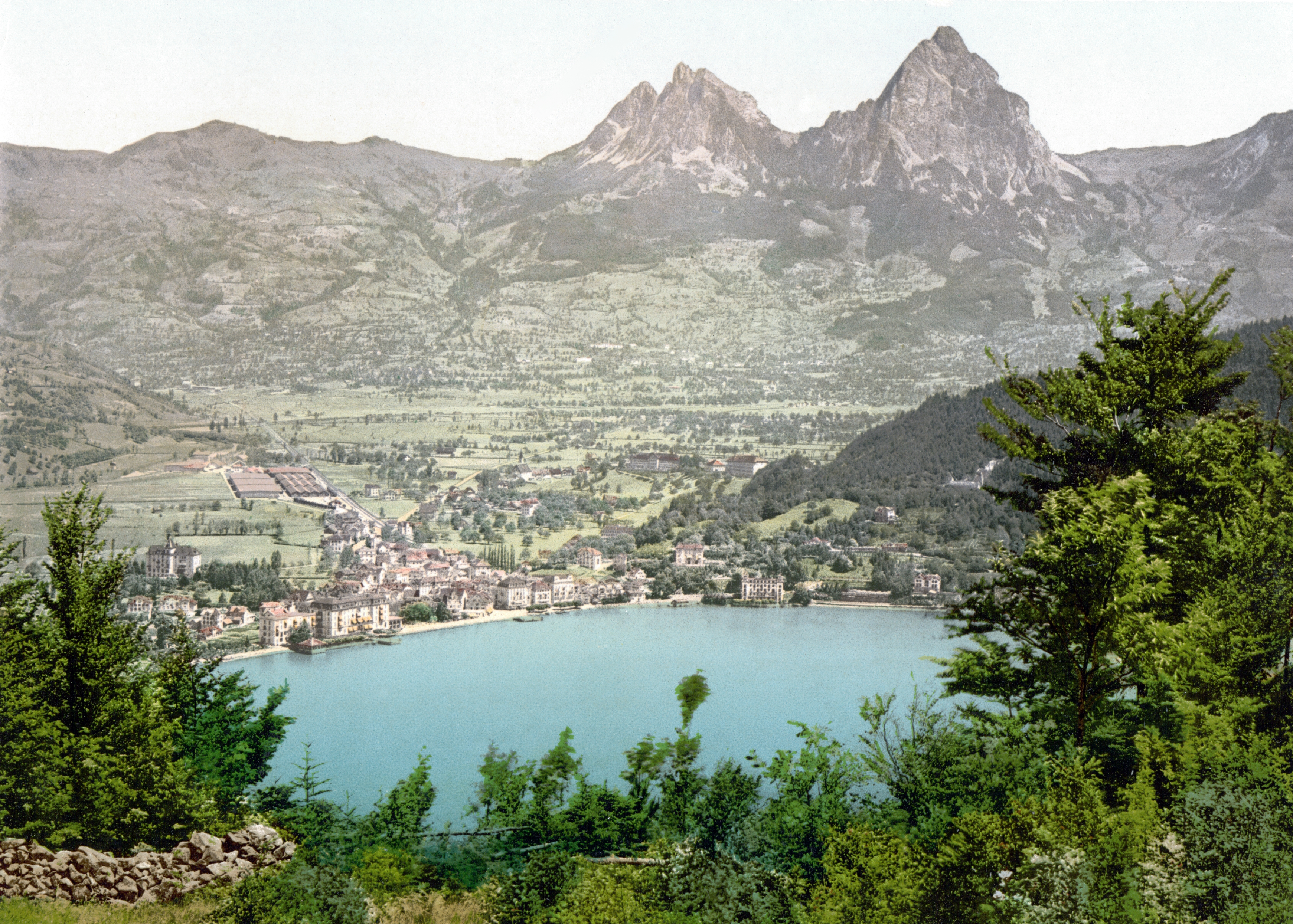
Brunnen um 1900
Luftbild von 1919, aufgenommen aus 800 Metern Höhe von Walter Mittelholzer
Bahnhof und Güterschuppen, Kloster Ingenbohl und die Mythen (vor 1892)

## Wappen
Da der Dorfteil Brunnen zu Ingenbohl wuchs, beschloss man 1947, ein neues Wappen zu schaffen, das für beide Dörfer bzw. Dorfteile steht. Es entstand ein geteiltes Wappen. Das weisse Kreuz in Rot steht für Ingenbohl, ein weisses Schiff in Blau steht für Brunnen.

## Wirtschaft

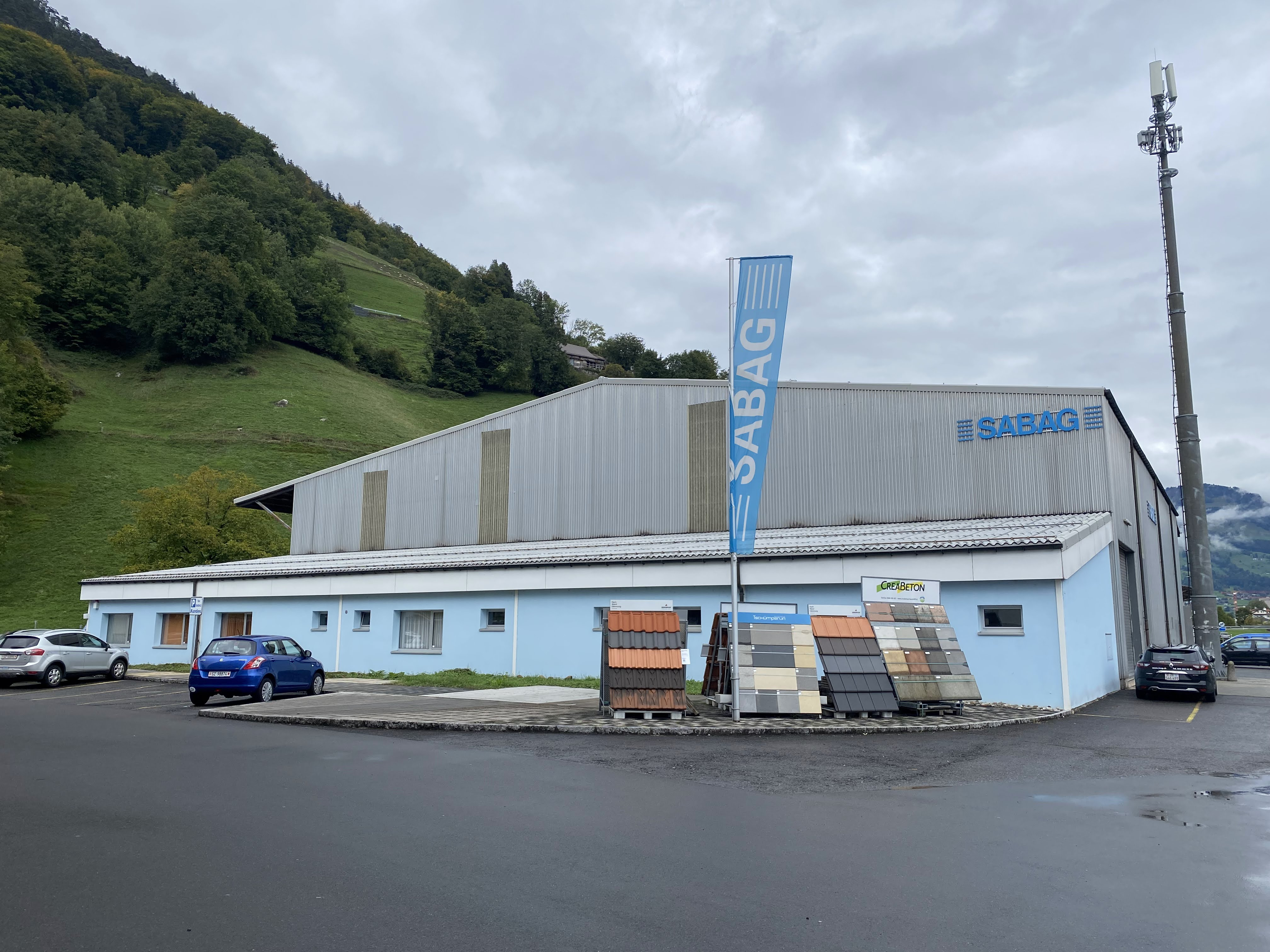
Ein Standort der Sabag Holding

### Coop
Der Handelskonzern Coop betreibt mit der Reismühle Nutrex (zuvor: Reismühle Brunnen) eine Schälmühle. Sie wurde 1956 in Betrieb genommen. Der Standort dient auch als Pflichtlager für Reis. Inzwischen wurde die Essigproduktion der liquidierten Nutrex AG aus Busswil bei Büren übernommen.

### Holcim
Ein wichtiger Arbeitgeber war das Zementwerk des weltweit zweitgrössten Zementkonzerns Holcim, der einen Steinbruch im Gemeindeteil Unterschönenbuch betrieb. Im Januar 2008 gab Holcim die Schliessung der Zementfabrik bekannt. Der Standort Unterschönenbuch soll weiterhin betrieben werden, doch der Steinbruch verlor seinen grössten Kunden.
Das brachliegende Areal, das von der Schwyzer Kantonalbank erworben wurde, wird in mehreren Etappen über einen Zeitraum von 15 Jahren mit einem Wohn-, Büro-, Geschäfts- und Freizeitquartier namens Nova Brunnen überbaut. Die Baueingabe für die erste Etappe, die 2014 bezugsbereit sein sollte, fand Ende Oktober 2011 statt. Dieses ging im Jahre 2009 in das Eigentum der Schwyzer Kantonalbank, SZKB, über. Die Werkbahn vom Zementwerk zum Steinbruch Unterschönenbuch, das sogenannte Mühlibähnli, ist seither stillgelegt, die Zukunft der Anlage ungewiss.

## Tourismus
Brunnen ist einer der wichtigsten Fremdenorte am Vierwaldstättersee. Brunnen Tourismus ist das lokale Tourismusbüro im Ferienort Brunnen. In Brunnen endet der «Weg der Schweiz».

## Sehenswürdigkeiten

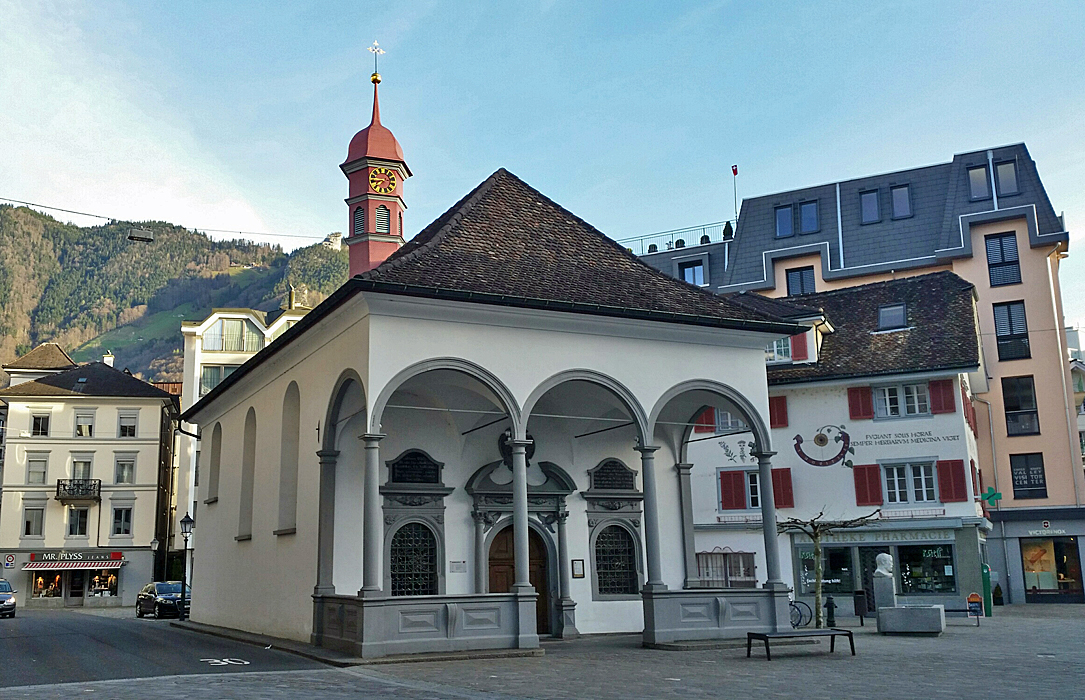
Die Bundeskapelle

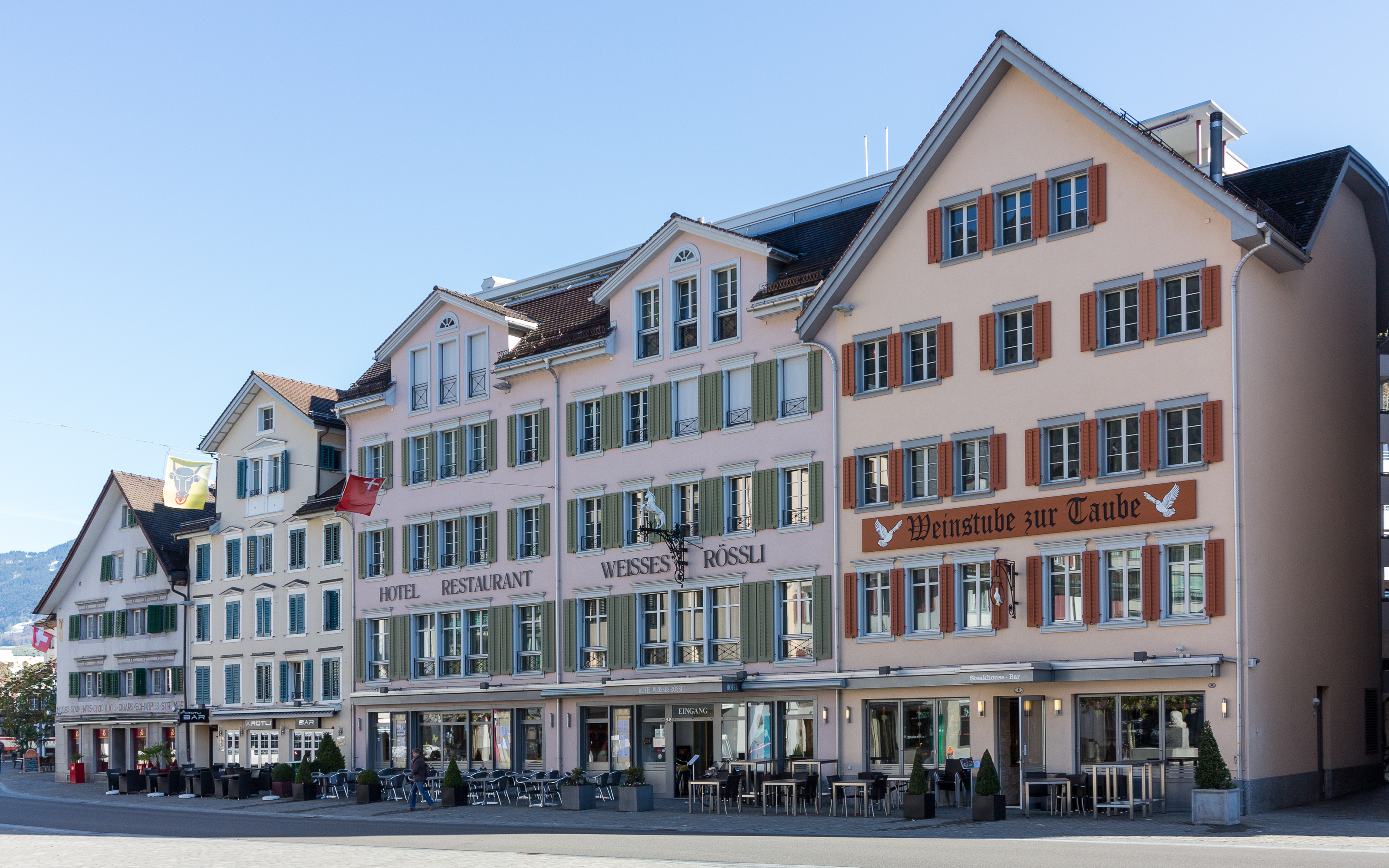
Das nach einem Brand im Januar 2004 rekonstruierte historische Häuserensemble Schilte-Nüni

- Dorfkapelle als Bundeskapelle benannt[5]
- Reformierte Kirche und Pfarrhaus[6]
- Die 35 m lange gedeckte Holzbrücke – Wylerbrücke
- Am See vor dem Fönenhafen der Wehrihaggen, auch Auslandschweizerplatz
- Häusergruppe im Dorfkern als Schilte-Nüni bekannt[7]
- Victorinox-Museum

## Gewässer
In Brunnen münden neben der Muota auch kleinere Bäche in den Vierwaldstättersee, darunter das Leewasser. Aufgrund geologischer Gegebenheiten liegt der Grundwasserspiegel in Brunnen extrem hoch, so dass der Ort mehrmals von Hochwasser heimgesucht wurde, beispielsweise 1910, 1999, 2005 oder 2021. Teile des Ortes standen jeweils unter Wasser, teilweise traten auch Muota, Leewasser oder der Vierwaldstättersee über die Ufer.

## Bilder

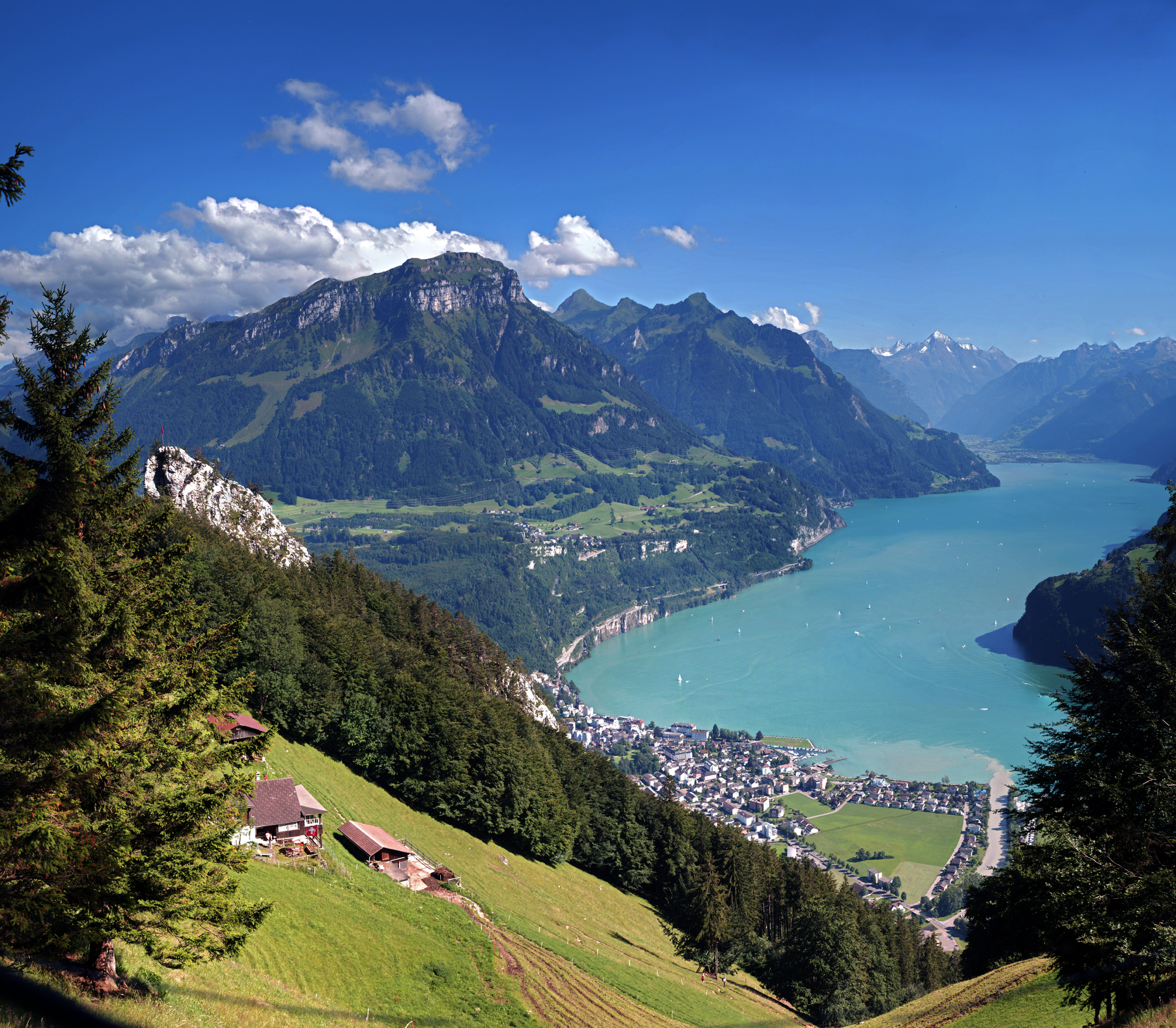
Blick auf Brunnen und Vierwaldstättersee 2010
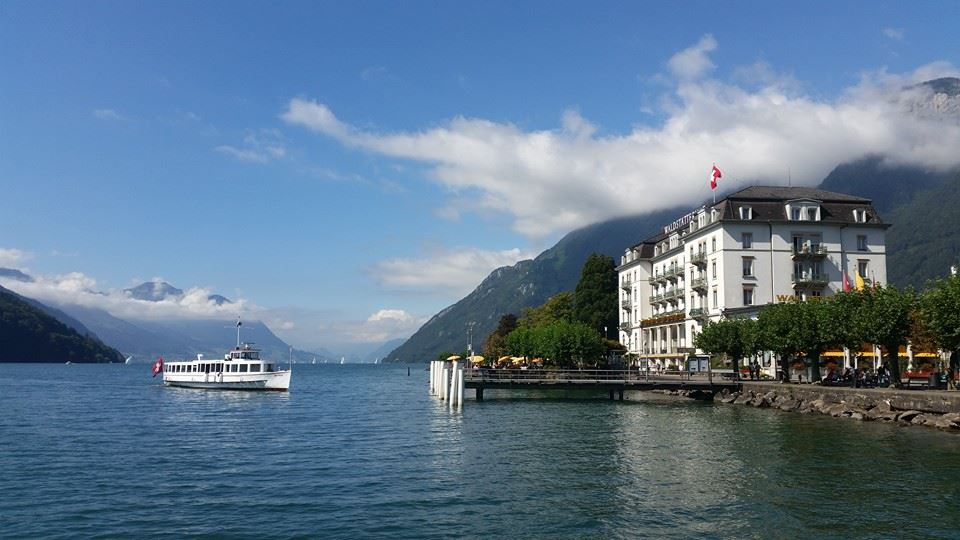
Brunnen, Hotel Waldstätterhof (und Motorschiff Mythen)
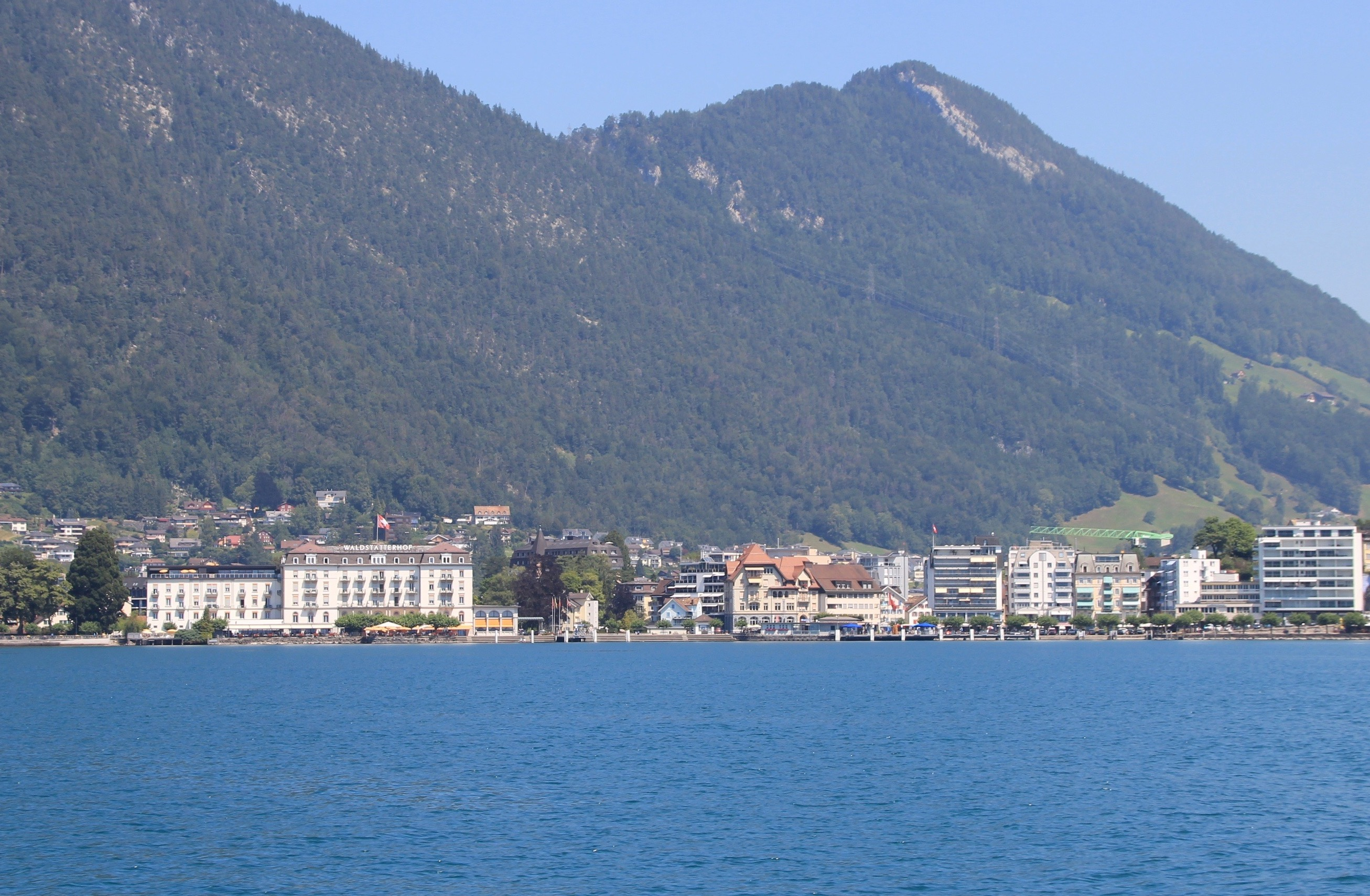
Promenade
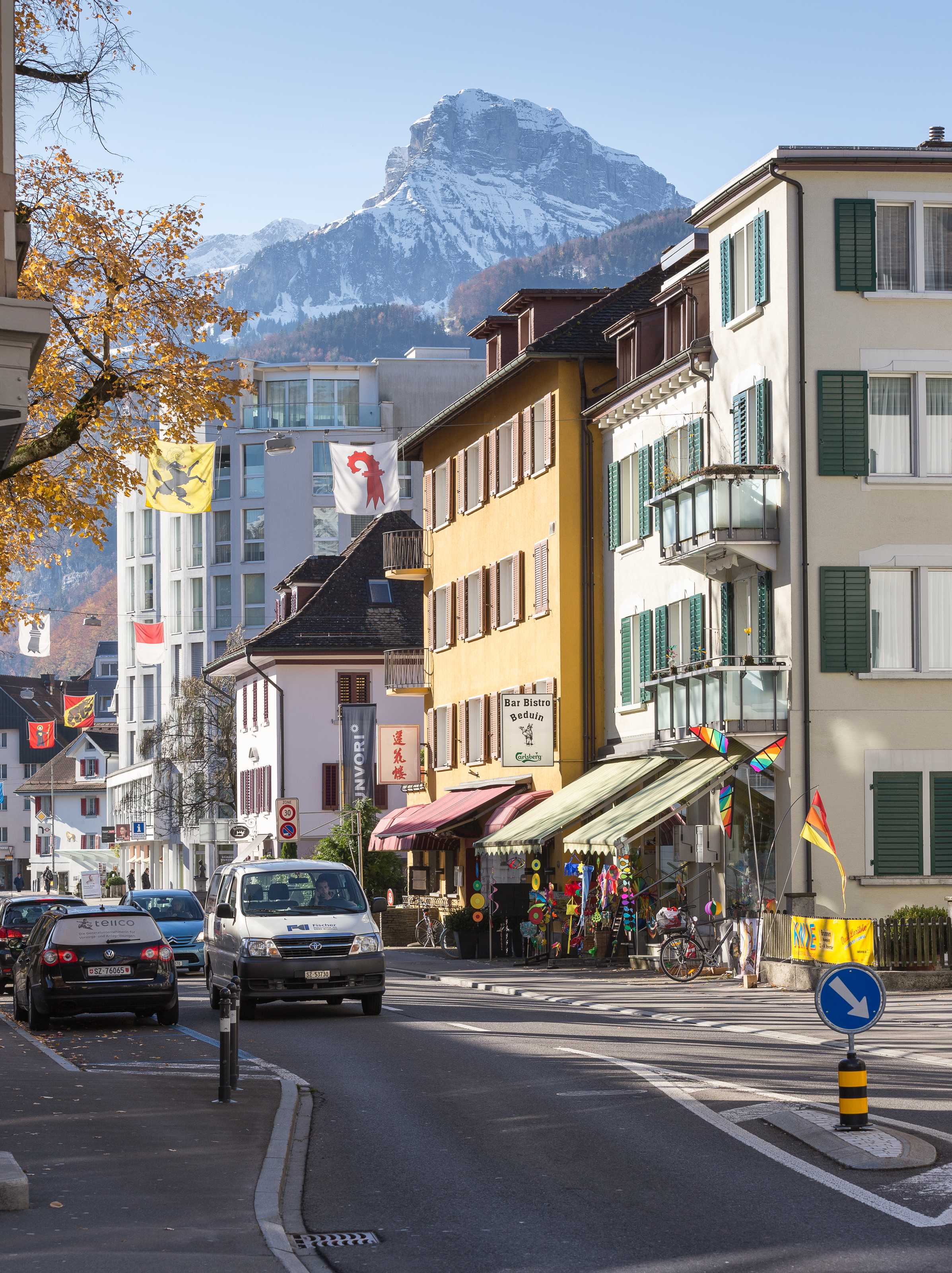
Bahnhofstrasse
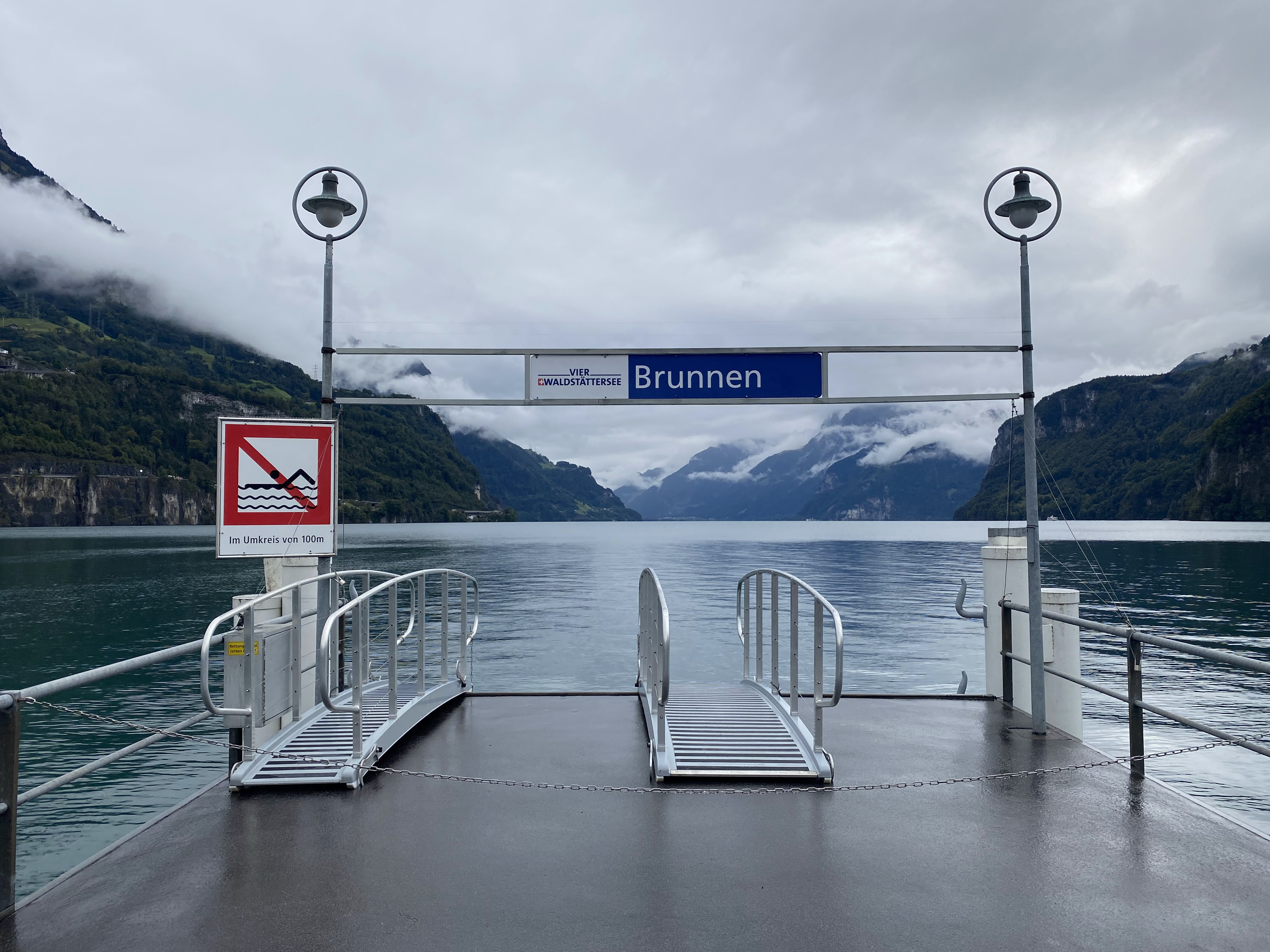
Schiffsteg
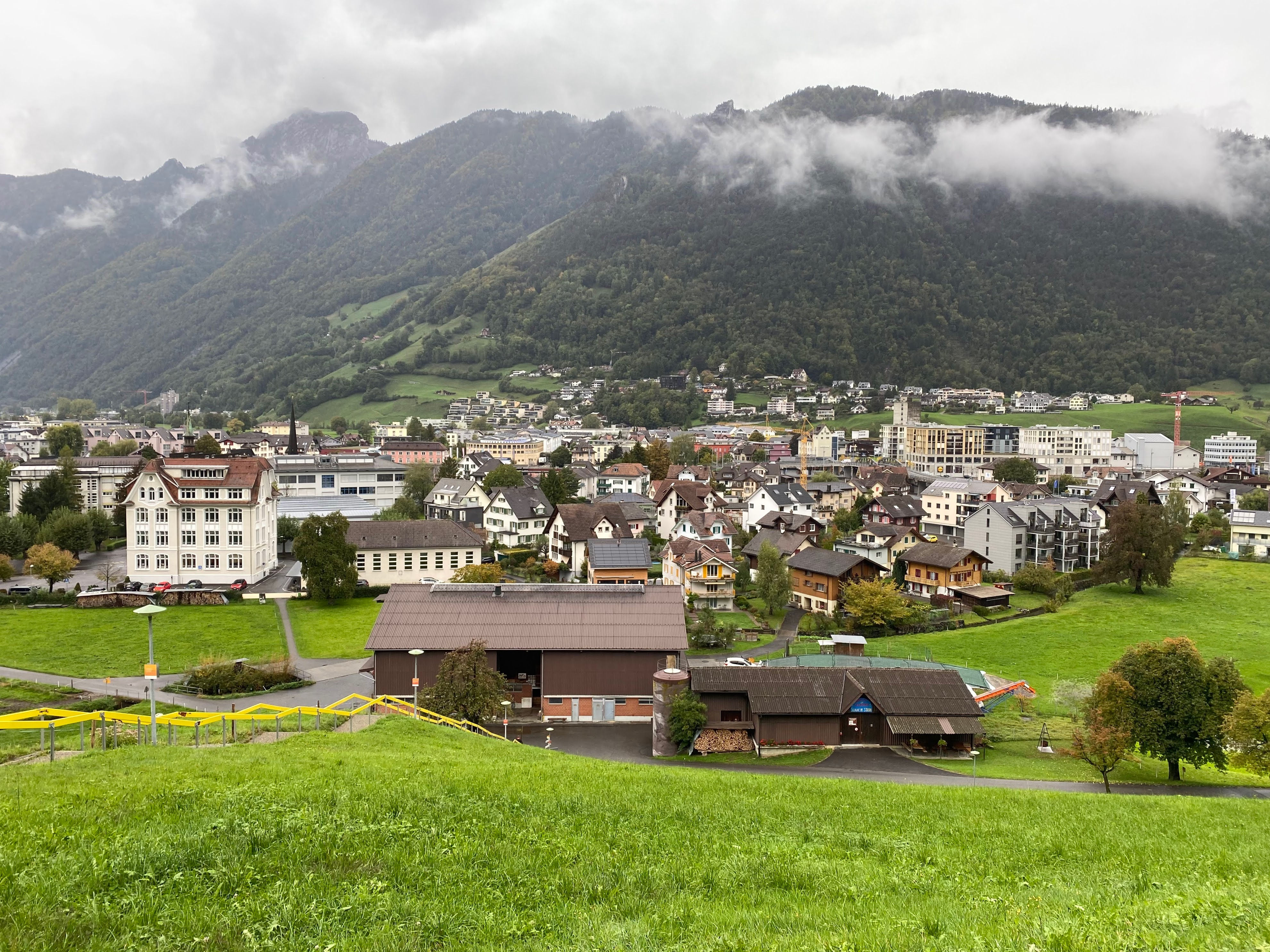
Sicht vom Klosterhügel auf Brunnen

## Personen
- Felix Donat Kyd (1793–1869), Chronist
- August Benziger (1876–1955), Kunstmaler, Portraitist
- Maximiliane Brentano (1802–1861), Tochter von Antonie Brentano, verheiratet mit Landolin Friedrich Karl Freiherr von Blittersdorf; Beethoven widmete ihr seine Klaviersonate E-Dur op. 109
- Mutter Maria Theresia Scherer (1825–1888), erste Generaloberin des Klosters Ingenbohl
- Alfred Schoeck (1841–1931), Kunstmaler
- Paul Schoeck (1882–1952), Architekt
- Othmar Schoeck (1886–1957), Komponist
- Josef Bisa (1908–1976), Bildhauer
- Timo Konietzka (1938–2012), Fussballspieler und -trainer
- Giancarlo Collet (* 1945), Theologe
- Kurt Zurfluh (1949–2017), TV- und Radiomoderator
- Paul Lüönd (1950–2014), Komponist
- Alois Lüönd (* 1951), Komponist
- Ugo Rondinone (* 1964), Künstler
- Martina Clavadetscher (* 1979), Autorin
- Claudio Strüby (* 1980), Jazzmusiker
- Dario Bürgler (* 1987), Eishockeyspieler